# احمد یادگار
احمد یادگار مورخی اهل هند در دوره اوایل امپراتوری گورکانی (سده ۱۰ قمری/۱۶ میلادی) بود. وی مؤلف اثر تاریخ شاهی، تاریخ سلاطین افغان در هند، محسوب می‌شود. 
احمد خود را «خدمتگزار دوران پیشین سلاطین سور» معرفی کرده و در پیشگفتار اثرش نوشته که این کتاب به دستور داوود شاه کرّانی، آخرین حاکم افغان بنگال (۹۸۰-۹۸۴ق /۱۵۷۲-۱۵۷۶م) تألیف شده است. اثر او روایتی از آغاز سلطنت بهلول لودی و پایان آن با شکست و اعدام «همو»، سردار و شاه هندی دهلی در نبرد دوم پانی‌پت ارائه می‌دهد.
بااین‌حال، چند پژوهش معاصر این اثر را فاقد اصالت تاریخی و احتمالاً ساخته و پرداخته روند کتاب‌فروشی آن دوره می‌داند؛ ادعاهای یادگار درباره مشاهده زوال حکومت سور و خدمت در دربار داوود شاه از سوی این پژوهشگران مردود شناخته شده؛ و اینکه بخش زیادی از متن کتاب نیز از نوشته‌های مورخان دوره اکبرشاه و جهانگیرشاه، به‌ویژه طبقات اکبری و معدن اخبار احمدی تألیف احمدبن بهبل کم‌گو مستقیم اقتباس شده است.

## لینک پیوست
1. عارف نوشاهی، مدخل «احمد یادگار»، دائرةالمعارف بزرگ اسلامی.